# Piliocolobus foai
Piliocolobus foai (лат.) — вид млекопитающих, принадлежащих семейству мартышковых отряда приматов.

## Классификация
Несколько других видов колобусов ранее считались подвидами P. foai, однако впоследствии были подняты до ранга вида. Они включают:
- Piliocolobus langi
- Piliocolobus oustaleti
- Piliocolobus parmentieri
- Piliocolobus rufomitratus
- Piliocolobus semlikiensis
- Piliocolobus tephrosceles

Иногда вид P. foai разделяется на два подвида, один из равнинной части ареала, другой из нагорной.

## Описание
Шерсть густая, красно-коричневая, брюхо более светлое. Длина тела от 50 до 69 см, длина хвоста от 62 до 67 см. Самцы весят от 9 до 13 кг, самки от 7 до 9 кг. Зубы более мелкие, чем у других колобусов.

## Распространение
Встречается в Демократической республике Конго между реками Луалаба, Лова и Осо.

## Поведение
Дневное древесное животное. В рационе в основном листья, кроме этого также почки, фрукты и цветы.